# Edda Müller
Edda Müller (* 23. Juli 1942 in Sorau, Niederlausitz) ist eine deutsche Politikwissenschaftlerin. Sie war Ministerialbeamtin und von 1994 bis 1996 parteilose Ministerin für Natur und Umwelt des Landes Schleswig-Holstein im Kabinett Simonis I. Nach 2000 übte sie weitere öffentliche Ämter aus, so mehrere Jahre als Vorstand des Verbraucherzentrale-Bundesverbandes. Von Juni 2010 bis Juni 2019 war sie Vorsitzende von Transparency International Deutschland.

## Leben
Nach der Flucht und Vertreibung Deutscher aus Mittel- und Osteuropa 1945–1950 ging Edda Müllers Familie nach Meißen, wo der Vater ein Chemikalienproduktionsunternehmen aufbaute. Als es in der DDR zu den ersten Enteignungen kam, entschloss sich die Familie, 1951 nach West-Berlin zu gehen.
Nach dem Abitur am Niederrhein absolvierte Edda Müller ein Volontariat bei der Westdeutschen Allgemeinen Zeitung, wo sie als Studentin während der Semesterferien arbeitete. Von 1962 an studierte sie Zeitungswissenschaft und Neuere Geschichte in München. 1963 wechselte sie zum Studium der Politikwissenschaft an die Freie Universität Berlin.
In Berlin wurde Müller als Fluchthelferin für Ostdeutsche aktiv. Da sie einen westdeutschen Personalausweis besaß und damit im Gegensatz zu den West-Berlinern nach Ost-Berlin reisen durfte, wurde sie angesprochen, Kurierdienste zu leisten. Als sie acht Ost-Berliner Studenten die Details zu deren Flucht übermitteln wollte, wurde sie beim Grenzübertritt nach West-Berlin verhaftet. Es stellte sich heraus, dass die Fluchtwilligen bereits verhaftet waren, da sich unter ihnen zwei Spitzel befunden hatten, die die Fluchtvorbereitungen verfolgt und dann verraten hatten. Müller wurde zu einem Jahr Haft verurteilt und danach über den Grenzübergang Bornholmer Straße in den Westen entlassen.
Anschließend setzte Müller ihr Studium der Politikwissenschaft an der Freien Universität Berlin mit Schwerpunkt Institutionen und vergleichende Regierungslehre fort. 1968 schloss sie das Studium mit dem Diplom ab. 1971/1972 absolvierte sie ein Studium an der École nationale d’administration  (ENA) in Paris und machte ein Praktikum an der Préfecture du Gard in Nîmes und im Commissariat général du Plan in Paris.
Nach einer kurzen Zeit als wissenschaftliche Mitarbeiterin bei einem Bundestagsabgeordneten trat sie 1970 in die Verfassungsabteilung des Bundesministeriums des Innern ein. Von 1973 bis 1975 gehörte sie der Planungsabteilung des Bundeskanzleramtes an, kehrte danach aber ins Bundesinnenministerium zurück. 1977 wechselte sie in das Umweltbundesamt. Dort war sie 1978 federführend an der Ausarbeitung des Umweltzeichen Blauen Engels beteiligt.
1985 wurde sie mit einer verwaltungswissenschaftlichen Dissertation über das Thema „Innenwelt der Umweltpolitik: sozial-liberale Umweltpolitik - (Ohn)macht durch Organisation?“ zum Dr. rer. publ. promoviert.
1987 übernahm sie eine Stelle im ein Jahr zuvor neu gegründete Bundesministerium für Umwelt, Naturschutz und Reaktorsicherheit. 1991 übernahm sie dort die Leitung der Unterabteilung Grundfragen der Industrie- und Freizeitgesellschaft, Klimapolitik.
Von 1997 bis 1998 war sie Leiterin der Abteilung Klimapolitik des Wuppertal Instituts für Klima, Umwelt, Energie und anschließend bis 2000 Vizedirektorin der Europäischen Umweltagentur in Kopenhagen.
Edda Müller ist Honorarprofessorin an der Deutschen Universität für Verwaltungswissenschaften Speyer, stellvertretende Vorsitzende der Jury Umweltzeichen, Mitglied im Hamburger und im Berliner Klimaschutzbeirat.

## Öffentliche Ämter
Am 4. März 1994 wurde sie als Ministerin für Natur und Umwelt in die von Ministerpräsidentin Heide Simonis geführte Landesregierung des Landes Schleswig-Holstein berufen. Nachdem die SPD bei der Landtagswahl 1996 ihre absolute Mehrheit eingebüßt und der neue Koalitionspartner Bündnis 90/Die Grünen ihr Ressort beansprucht hatte, schied sie am 22. April 1996 aus der Landesregierung aus.
Von 2001 bis 2007 war sie Mitglied im Rat für Nachhaltige Entwicklung, der vom damaligen Bundeskanzler Gerhard Schröder ins Leben gerufen wurde.
Von 2001 bis Juli 2007 war sie erster Vorstand des Verbraucherzentrale Bundesverbandes (vzbv). Ihr folgte Gerd Billen nach.
Sie war Mitglied der von 2002 bis 2003 bestehenden Kommission für die Nachhaltigkeit in der Finanzierung der sozialen Sicherungssysteme (Rürup-Kommission).
Bis zum 31. März 2008 war Edda Müller als Verwaltungsrätin der Stiftung Warentest tätig.
Ab Juni 2010 war sie Vorsitzende von Transparency International Deutschland. Am 15. Juni 2019 kandidierte sie bei der Mitgliederversammlung nicht mehr. Nachfolger ist Hartmut Bäumer. Von 2014 bis 2016 war sie Mitglied im Beirat für den Reformprozess des ADAC.
Edda Müller trat in den 60er-Jahren in die FDP ein und ist seit 1993 parteilos.

## Auszeichnungen (Auswahl)
- Bundesverdienstkreuz am Bande (4. Oktober 2005)
- Internationaler TÜV Rheinland Global Compact Award für ihr starkes Engagement gegen Korruption, unethisches Verhalten und für den Umweltschutz (2014)[11]
- Max Friedlaender-Preis (2015)[12]
- Bundesverdienstkreuz 1. Klasse (2021)

## Publikationen (Auswahl)
- Innenwelt der Umweltpolitik. Sozial-liberale Umweltpolitik – (Ohn)macht durch Organisation?, Westdeutscher Verlag, Opladen 1986, ISBN 3-531-11832-3
- Organisationsstruktur und Aufgabenerfüllung. Bemerkungen zur ministeriellen Organisation. In: DÖV 1986, S. 10–15.
- Grundlinien moderner Verbraucherpolitik. In: Beilage zur Zeitung Das Parlament. Aus Politik und Zeitgeschichte. März 2001